# Sebastian (film 1995)
Sebastian è un film del 1995, diretto da Svend Wam.
Tratto dal romanzo Svart Cayal del norvegese Per Knutsen, racconta di Sebastian, un ragazzo sedicenne e della sua scoperta della sessualità. Sebastian, vivendo con un gruppo di ragazzi, scopre di essere attratto da uno di questi, Ulf.